# Black Box Corporation
Pour les articles homonymes, voir Black Box.
Black Box Corporation est une entreprise américaine, basée à Pittsburgh. Fondée en 1976, c'est une des grandes entreprises de fabrication de matériels de télécommunications. Elle est cotée au NASDAQ.
Elle a trois activités conduites chacune par une filiale. Black Box Network Services fournit, installe et maintient des matériels pour les réseaux de transport de voix et de données. Black Box est présente sur tout le territoire des États-Unis et dans 141 pays. La plupart des produits destinés aux infrastructures de réseaux informatiques sont disponibles en ligne.
La marque et le logotype BLACK BOX sont déposés par BB Technologies Inc.